# Idol (TV serijal)
██ Zemlje koje imaju svoju inačicu showa
██ Zemlje koje sudjeluju u serijalu
Idol je serijal nastao od britanskog showa Pop Idol, koji traži nove glazbene talente. Zasada, show je otkupljen u 42 zemlje. Prethodnik Idol serijala, show Popstars, daje ugovore za format u raznim zemljama, te tako sprječava ostale TV kuće da rabe naziv pop u imenu. Idol serijal vodi TV kuća "19 Entertainment", dio CKX, Inc. tvrtke.
Idol serijal je treći najpopularniji međunarodni serijal u svijetu, prvi je Tko želi biti milijunaš srijal, a drugi serijal je Najslabija karika. Oba serijala su iz Velike Britanije, te oba serijala imaju hrvatsku inačicu.
Hrvatska je jedna od rijetkih zemalja koje su imale tri inačice Idola, Hrvatski Idol, koji se prikazivao na Novoj TV u 2004., Hrvatska traži zvijezdu, koja se emitirala na RTL Televiziji od 2009. do 2011., te sadašnja inačica Superstar, koja se od 2023. do danas emitira na RTL Televiziji.

## "Idoli" u svijetu
| Regija/država          | Lokalni naziv                   | Službena stranica |
| Arab World             | سوبر ستار Super Star            | Službena stranica |
| Armenija               | Հայ Սուպերսթար 'Hay Superstar   | Službena stranica Arhivirana inačica izvorne stranice od 10. lipnja 2009. (Wayback Machine)                                         |
| Azija                  | Azijski Idol                    | Službena stranica |
| Australija             | Australski Idol                 | [neaktivna poveznica] |
| Bjelorusija            | Idool                           | Službena stranica |
| Brazil                 | Ídolos                          | Službena stranica Arhivirana inačica izvorne stranice od 15. travnja 2008. (Wayback Machine)                                        |
| Bugarska               | Music Idol                      | Službena stranica |
| Kanada                 | Kanađanski Idol                 | Službena stranica[neaktivna poveznica]                                                                                              |
| Hrvatska               | Hrvatski Idol                   | Službena stranica |
| Hrvatska               | Hrvatska traži zvijezdu         | Službena stranica |
| Hrvatska               | Superstar                       | Službena stranica |
| Češka                  | Česko hledá SuperStar           | Službena stranica |
| Češka i Slovačka       | Česko Slovenská SuperStar       | Službena stranica Arhivirana inačica izvorne stranice od 13. listopada 2004. (Wayback Machine)                                      |
| Danska                 | Idols                           | Službena stranica |
| Istočna Afrika         | Idols East Africa               | Službena stranica |
| Estonija               | Eesti otsib superstaari         | Službena stranica |
| Finska                 | Idols                           | Službena stranica |
| Francuska              | Nouvelle Star                   | Službena stranica (Francuska) Službena stranica (Belgija) Arhivirana inačica izvorne stranice od 18. ožujka 2009. (Wayback Machine) |
| Gruzija                | Geostar                         | Službena stranica Arhivirana inačica izvorne stranice od 7. siječnja 2009. (Wayback Machine)                                        |
| Njemačka               | Deutschland sucht den Superstar | Službena stranica |
| Grčka                  | Super Idol                      | |
| Island                 | Idol Stjörnuleit                | Službena stranica Arhivirana inačica izvorne stranice od 29. rujna 2007. (Wayback Machine)                                          |
| Indija                 | Indijski Idol                   | Službena stranica |
| Indonezija             | Indonezijski Idol               | Službena stranica Arhivirana inačica izvorne stranice od 28. siječnja 2021. (Wayback Machine)                                       |
| Kazahstan              | SuperStar KZ                    | Službena stranica Arhivirana inačica izvorne stranice od 11. veljače 2019. (Wayback Machine)                                        |
| Latinska Amerika       | Latinoamerički Idol             | Službena stranica |
| Malezija               | Malezijski Idol                 | Službena stranica Arhivirana inačica izvorne stranice od 18. svibnja 2008. (Wayback Machine)                                        |
| Nizozemska             | Idols                           | Službena stranica Arhivirana inačica izvorne stranice od 13. ožujka 2016. (Wayback Machine)                                         |
| Novi Zeland            | NZ Idol                         | Službena stranica Arhivirana inačica izvorne stranice od 3. studenoga 2010. (Wayback Machine)                                       |
| Norveška               | Idol                            | Službena stranica Arhivirana inačica izvorne stranice od 16. travnja 2003. (Wayback Machine)                                        |
| Filipini               | Filipinski Idol                 | Službena stranica Arhivirana inačica izvorne stranice od 13. veljače 2010. (Wayback Machine)                                        |
| Filipini               | Pinoy Idol                      | Službena stranica |
| Poljska                | Idol                            | Službena stranica |
| Portugal               | Ídolos                          | Službena stranica |
| Rusija                 | Народный Артист Narodniy Artist | Službena stranica |
| Srbija i Crna Gora     | Idol                            | |
| Singapur               | Singapurski Idol                | Službena stranica Arhivirana inačica izvorne stranice od 27. veljače 2009. (Wayback Machine)                                        |
| Slovačka               | Slovensko hľadá SuperStar       | Službena stranica |
| JAR                    | Idols                           | Službena stranica |
| JAR                    | Afrikaans Idols                 | |
| Švedska                | Idol                            | Službena stranica |
| Turska                 | Turkstar                        | |
| Ujedinjeno Kraljevstvo | Pop Idol                        | |
| SAD                    | Američki Idol                   | Službena stranica |
| Vijetnam               | Vietnamski Idol                 | Službena stranica |
|                        | Idols                           | Službena stranica |
| Zimbabve               | Zim Idol                        | Službena stranica |
| Svijet                 | World Idol (Svjetski Idol)      | |